# Дворец Брюла в Бродах
Дворец Брюла в Бродах — дворец в стиле барокко, построенный в 1741—1753 годах в деревне Броды в Жарском повяте. Первый дворец на этом месте спроектировал и построил архитектор Francko для семьи Промнитцов (Promnitz) в 1670—1674 годах. Семьдесят лет спустя, в 1740 году, граф Генрих фон Брюль заплатил семье Ватцдорфов (Watzdorf) 160 тыс. серебряных саксонских талеров за 2 тысячи гектаров и приказал построить здесь новый дворец. Эту задачу в 1741—1753 годах осуществил архитектор Ян Кшиштоф Кнёффель.
Через несколько лет, во время семилетней войны, дворец в сентябре 1758 поджигают, а окружающий его сад уничтожают. Дворец перешел в собственность правителей Пруссии, и только через некоторое время сын Генриха, Алоизий Фредерик фон Брюле, смог вернуть его себе и затем восстановить.
На 2011 год главное здание дворца вместе с обоими крыльями было заброшено, но защищено от дальнейшего разрушения. Обе официны дворца отреставрированы и функционируют как ресторанно-гостиничные объекты.

## Галерея

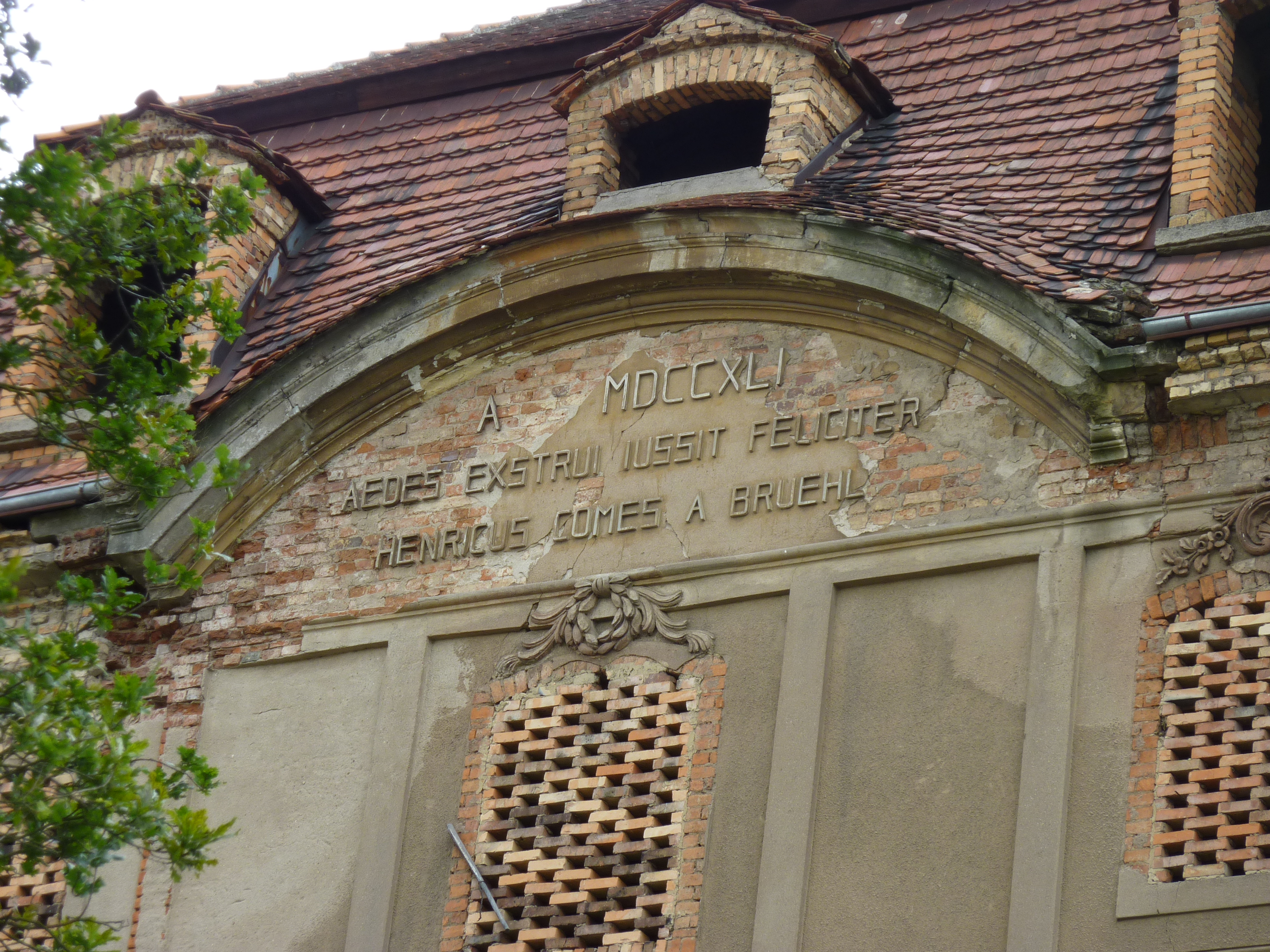
Надпись на южном крыле
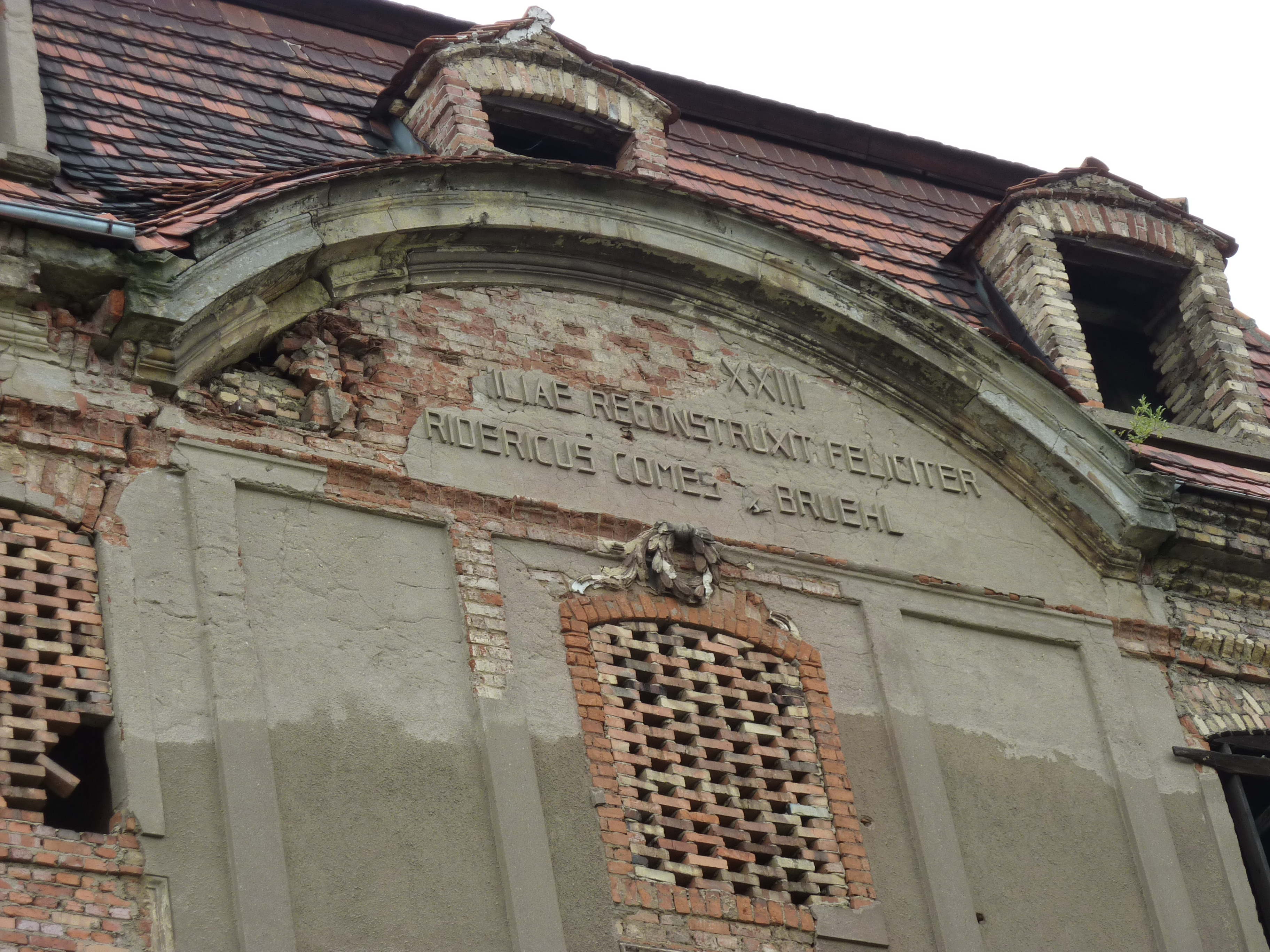
Надпись на северном крыле
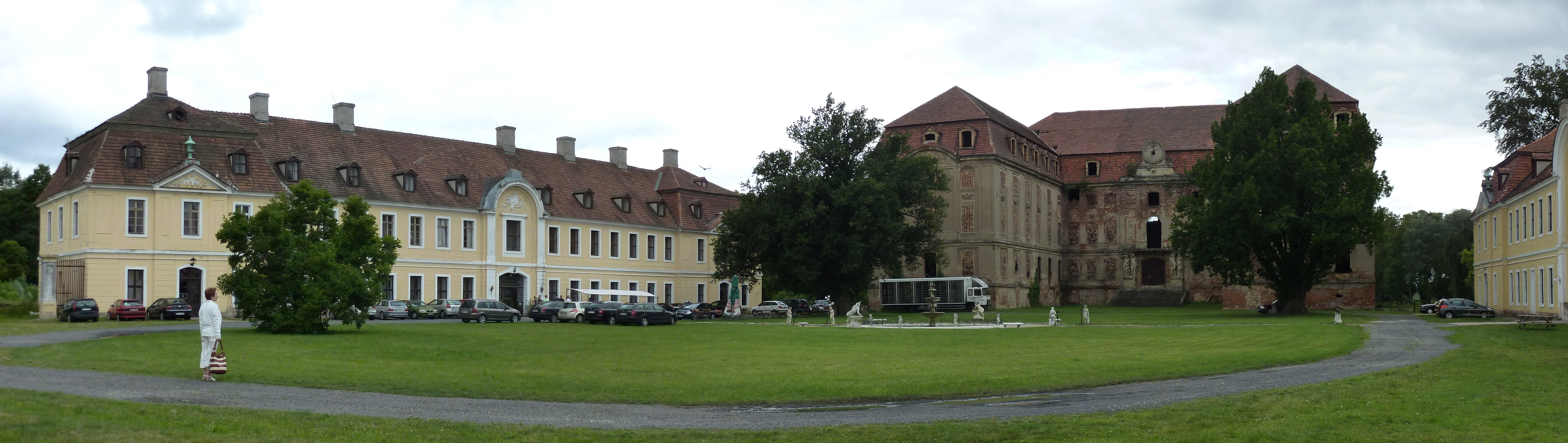
Дворец Брюла и официны